# Florina Tomescu
Florina Tomescu, cunoscută și ca Tomina, (n. 17 aprilie 1927, București) este o pictoriță română, creatoare de costume de teatru și film. A realizat costumele actorilor pentru filme de referință ale cinematografiei românești precum La „Moara cu noroc” (1957), Erupția (1957), Valurile Dunării (1960), Neamul Șoimăreștilor (1965), Actorul și sălbaticii (1975), Operațiunea Monstrul (1976) și Mama (1977).

## Biografie
S-a născut la 17 aprilie 1927, în orașul București. A absolvit Institutul de Arte Plastice din București, obținând calificarea de pictor-scenograf.
Florina Tomescu a lucrat ca pictoriță și creatoare de costume de teatru și film, debutând în cinematografie cu realizarea costumelor din filmului Afacerea Protar (1956). A participat la realizarea costumelor a unui număr mare de lungmetraje de ficțiune, printre care se numără La „Moara cu noroc” (1957), Erupția (1957), Valurile Dunării (1960), Neamul Șoimăreștilor (1965) și Mama (1977).

## Filmografie

### Creatoare de costume[2]
- Afacerea Protar (1956)
- La „Moara cu noroc” (1957)
- O mică întîmplare! (1957)
- Erupția (1957, regizor Liviu Ciulei)
- Joc de cuburi (1958, regizor Olga Zissu)
- Valurile Dunării (1960)
- Când primăvara e fierbinte (1960, regizor Mircea Săucan)
- Omul de lângă tine (1961, regizor Horea Popescu)
- Vacanță la mare (1963)
- Neamul Șoimăreștilor (1965) - în colaborare cu Horia Popescu
- Doi băieți ca pîinea caldă (1965)
- Orașul care iubește (1965, regizor Anastasia Anghel)
- Duminică la ora 6 (1966)
- Fantomele se grăbesc (1966, regizor Cristu Poluxis)
- Un film cu o fată fermecătoare (1967)
- Șeful sectorului suflete (1967)
- Școala mamei (1967, regizor Anastasia Anghel)
- Pantoful Cenușăresei (1969) - în colaborare cu Andrei Ivăneanu-Damaschin
- Reconstituirea (1968, regizor Lucian Pintilie)
- Căldura (1969)
- Gipsy Girl (schițe) (coproducție)
- Așteptarea (1970, regizor Șerban Creangă)
- Facerea lumii (1971)
- Actorul și sălbaticii (1975)
- Operațiunea Monstrul (1976)
- Mama (1977)
- Expresul de Buftea (1979)
- Dumbrava minunată (1980) - în colaborare cu Guță Știrbu
- Angela merge mai departe (1982)
- Cine iubește și lasă (1982, regizor Gheorghe Turcu)
- De dragul tău Anca (1983, regizor Cristiana Nicolae)
- Pistruiatul (serial) (1984, regizori Francisc Munteanu, Haralambie Boroș)

## Premii și distincții
Creatoarea de costume Florina Tomescu a obținut în anul 1977 Premiul pentru scenografie al Asociației Cineaștilor din România (ACIN) pentru costumele la filmul Mama.